# Federico Scribani
Federico Scribani (Zurigo, 19 agosto 1964) è un attore italiano.

## Biografia
Consegue la maturità francese “Baccalaureat” a Grenoble nel 1985. Nel 1988 vince una borsa di studio bandita dal Centro Sperimentale di Cinematografia, diretto da Lina Wertmuller, che frequenta uscendone diplomato in recitazione nel 1990. Pochi mesi dopo debutta a teatro con la commedia Volevamo essere gli U2 di Umberto Marino, premiato nel 1992 con il "Biglietto d’oro AGIS\Taormina Arte ”, dal quale è stato prodotto un lungometraggio diretto da Andrea Barzini presentato fuori concorso al Festival di Venezia nel 1993.
Nel 1993 è tra i fondatori del Locale   che ha segnato per anni la vita artistica romana diventando il luogo di riferimento e di sperimentazione per giovani attori e musicisti diventati nel corso della loro carriera tra i più importanti protagonisti dell'universo artistico italiano.
Prosegue poi la carriera artistica alternando i suoi impegni tra il teatro classico e leggero, (recitando anche in francese), il cinema e la televisione.
A tutto ciò affianca la passione per la musica che lo vede protagonista di uno spettacolo ironico che dal 1995 gira tutta l'Italia interpretando le canzoni di Fred Buscaglione con il gruppo musicale “Buscaja” anche grazie al Maestro Beppe Vessicchio che li coinvolge in un lungo tour in tutta Italia organizzato dalla Conad
Nel 2023 viene premiato con il SAG Awards for Outstanding Performance by an Ensemble in a Drama Series" per The White Lotus (Golden Globe 2023) dove interpreta Giuseppe il pianista del lounge bar.

## Filmografia

### Televisione
- Mrs Playmen regia di Riccardo Donna - miniserie TV Netflix - 2024
- Libera regia di Gianluca Mazzella - serie TV Rai 1 - 2024 (Ep. 7-8)
- Adorazione regia di Stefano Mordini - serie TV Netflix - 2024
- Anima gemella  regia di  Francesco Miccichè - 2023 - miniserie TV Canale 5 (Ep. 3-4)
- The White Lotus regia di Mike White - 2022 (Golden Globe 2023 "Miglior miniserie o film televisivo" - "SAG Awards 2023 for Outstanding Performance by an Ensemble in a Drama Series)
- Paradiso delle signore  regia di Francesco Pavolini - 2020
- Vita da Carlo regia di Carlo Verdone - 2020
- Enrico Piaggio regia di Umberto Marino - 2019
- Nero a metà  regia di Marco Pontecorvo  - 2019 - (S2, Ep.4 “Amore senza fine”)
- Che Dio ci aiuti regia di Francesco Vicario - 2018 - (S5, Ep.18 “L’essenziale” )
- Don Matteo regia di Ian Michelini - 2017 - (S11, Ep.5 “La vera ricchezza “)
- È arrivata la felicità  regia di Francesco Vicario  - 2017 - (S2 Ep.12 “Quando ti ho chiesto perdono”)
- Rosy Abate regia di Beniamino Catena - 2016
- Don Matteo regia di Monica Vullo - 2014 - (S9, Ep 9 “Fuori dal mondo”)
- Al di là del lago regia di Raffaele Mertes - 2010
- Capri  regia di Dario Acocella - 2009 - (S3, Ep.11)
- Un caso di coscienza regia di Luigi Perelli - 2007 2008 2012 (S.3/4/5)
- Distretto di Polizia 6, regia di Antonello Grimaldi  - 2006 (S6, Ep.18 "Partita letale")
- L’onore e il rispetto (Giulio Donelli) regia di Salvatore Samperi, Luigi Parisi, Alessio Inturri - (S1-2-3-4)
- La provinciale regia di Pasquale Pozzessere - 2004
- Il capitano regia di Vittorio Sindoni - 2004 - (S1, Ep.2) “L'insospettabile”)
- Don Matteo regia di Giulio Base - 2004 - (S4, Ep. 22 “Vacche grasse, vacche magre”)
- Il maresciallo Rocca regia di Giorgio Capitani e Fabio Jephcott - 2003 (S4, Ep.5  "Veleni")
- Carabinieri  regia di Raffaele Mertes - 2003 (S3, Ep.3  "Il gioco dell'oca")
- Il papa buono regia di Ricky Tognazzi - 2002
- Il bello delle donne regia di Maurizio Ponzi e Giovanni Soldati - 2001
- Non lasciamoci più 2 regia di Vittorio Sindoni - 2000 (S2, Ep.4 "il passato ritorna")
- La squadra  regia vari - 2000
- Il padre di mia figlia regia di Livia Giampalmo  - 1996
- La famiglia Ricordi regia di Mauro Bolognini  - 1993

### Cinema
- Jay Kelly regia di Noah Baumbach - USA Netflix - 2024
- Quando di Walter Veltroni - 2022
- Diario di spezie (In lingua francese) di Massimo Donati - 2021
- I Cassamortari di Claudio Amendola - 2020
- Roam Rome mien di Tannishtha Chatterjee - 2019
- Thanks! regia di Gabriele Di Luca - 2017
- Radio cortile regia di Francesco Bonelli - 2013
- Ci vediamo a casa regia di Maurizio Ponzi - 2012
- Contronatura regia di Alessandro Tofanelli- 2005
- A luci spente regia di Maurizio Ponzi - 2004
- La porta delle sette stelle regia di Pasquale Pozzessere - 2004
- L’amore imperfetto regia di Giovanni D. Maderna - 2002
- Una bellezza che non lascia scampo regia di Francesca Pirani - 2001
- Una milanese a Roma regia di Diego Febbraro - 2001
- Sognando l’Africa (in lingua inglese) regia di Hugh Hudson - 2000
- Il principe di Homburg regia di Marco Bellocchio - 1997
- Cuore cattivo regia di Umberto Marino - 1995
- Ritorno a Parigi regia di Maurizio Rasio - 1993
- Volevamo essere gli U2 regia di Andrea Barzini - 1993
- Evelina e i suoi figli regia di Livia Giampalmo - 1990
- In una notte di chiaro di luna regia di Lina Wertmüller - 1989

## Teatro
- Volevamo essere gli U2 regia di Umberto Marino - 1990
- Ce n’est qu’un debut per il Festival dei Due Mondi di Spoleto 1991
- Risiko regia di Pino Quartullo - 1993
- A bocca chiusa regia di Fabio Morichini - 1996
- Casamatta vendesi regia di Angelo Orlando - 1996
- Amleto regia di Antonio Calenda - 1999
- Giubilate! regia di Fabio Morichini - 2000
- Spoon River regia di Francesco Bonelli - 2001
- Sto bene al mondo regia di Paola Tiziana Cruciani - 2002
- Mercanti di bugie di David Mamet regia di Francesco Bonelli - 2003
- Vero West di Sam Shepard  regia di Francesco Bonelli - 2003
- L′amico di Fred di Pierpaolo Palladino; regia di Stefano de Sando - 2003
- Il malato immaginario regia di Fabio Morichini - 2005
- Liberate le aragoste di Francesco Bonelli - 2008/09
- L′ombra del gobbo di Gaetano Savatteri, regia di Pablo Dotta - 2008
- OFF - La banda del buco di Francesco Bonelli - 2010
- Deux femmes pour un phantome (in lingua francese) di René de Obaldia, regia di Marielle Gautier - 2012
- Un air de famille (in lingua francese) di Agnes Jaoui, Jean-Pierre Bacri, regia di Hélène Sandoval - 2015
- Edith Piaf scritto e diretto da Sonia Nifosi - 2015
- Le malade imaginaire (in lingua francese)  regia di Hélène Sandoval - 2017
- La cantatrice chauve (in lingua francese) di E. Ionesco regia di Hélène Sandoval - 2018
- L’avare (in lingua francese) regia di Hélène Sandoval - 2018
- Forse era meglio Vasco - scritto e diretto da Umberto Marino - 2018
- L’amore è una scusa - scritto da Maria Carolina Salomè - 2020
- Non sparate sul presepe - scritto da Massimiliano Pazzaglia - 2024

## Audiolibri
- Il pensionante di Georges Simenon - 2025
- Il mio assassino di Daniel Pennac - 2024
- La stanza dell'imperatore di Sonia Aggio - 2024
- La Bibbia (Ezechiele, Geremia e Giacomo) - 2024
- Tutte le strade partono da Roma di Francesco Rutelli - 2024
- La corte dei Cesari fra Augusto e Nerone di Mario Pani - 2024
- La mia Ingeborg di Tore Renberg - 2024
- Morte accidentale di un amministratore di condominio di Giuseppina Torregrossa - 2023
- Chiedi al portiere di Giuseppina Torregrossa - 2023
- What is life di George Harrison - 2022
- Italiani a Roma di Stefano Tomassini - 2022
- I nostri fratelli inattesi di Amin Maalouf - 2022
- Corto Maltese nei Caraibi di Hugo Pratt - 2022
- Terzo incomodo di Paola Moretti - 2022
- Quell’idiota di Bobo di Sergio Staino - 2022
- Le tre legioni di Roberto Fabbri - 2021
- La vita è un romanzo di Guillaume Musso - 2021
- La resa dei conti di Carlo A.Martigli - 2020
- L’incredibile storia di Roma antica di Andrea Frediani - 2020
- Il mondo visto dai libri di Hans Tuzzi - 2020
- Non c’è gusto in Italia ad essere freak di Roberto “freak” Antoni - 2020
- Il gusto e il giusto- l’arte della cucina pop. di Davide Oldani - 2019
- Il cospiratore - La congiura di Catilina di Andrea Frediani - 2019
- Invictus - Costantino l'imperatore guerriero di Simone Sarasso -2016
- Dodici storie di libri imperdibili di Carlo Boccadoro - 2016
- Aeneas -  La nascita di un eroe di Simone Sarasso - 2016
- La resa[2] di Monica Zornetta - 2015

## Riconoscimenti
1992 - Biglietto d'oro AGIS per lo spettacolo teatrale "Volevamo essere gli U2"
2023 - Premio SAG Awards  - Outstanding Performance by an Ensemble in a Drama Series per The White Lotus